# 国鉄ED73形電気機関車
ED73形電気機関車（ED73がたでんききかんしゃ）は、日本国有鉄道（国鉄）が製造した交流電気機関車である。

## 概要
ED72形量産車と基本設計を共通とする姉妹形式で、1962年・1963年に製造された九州地区用の交流電気機関車である。

## 構造

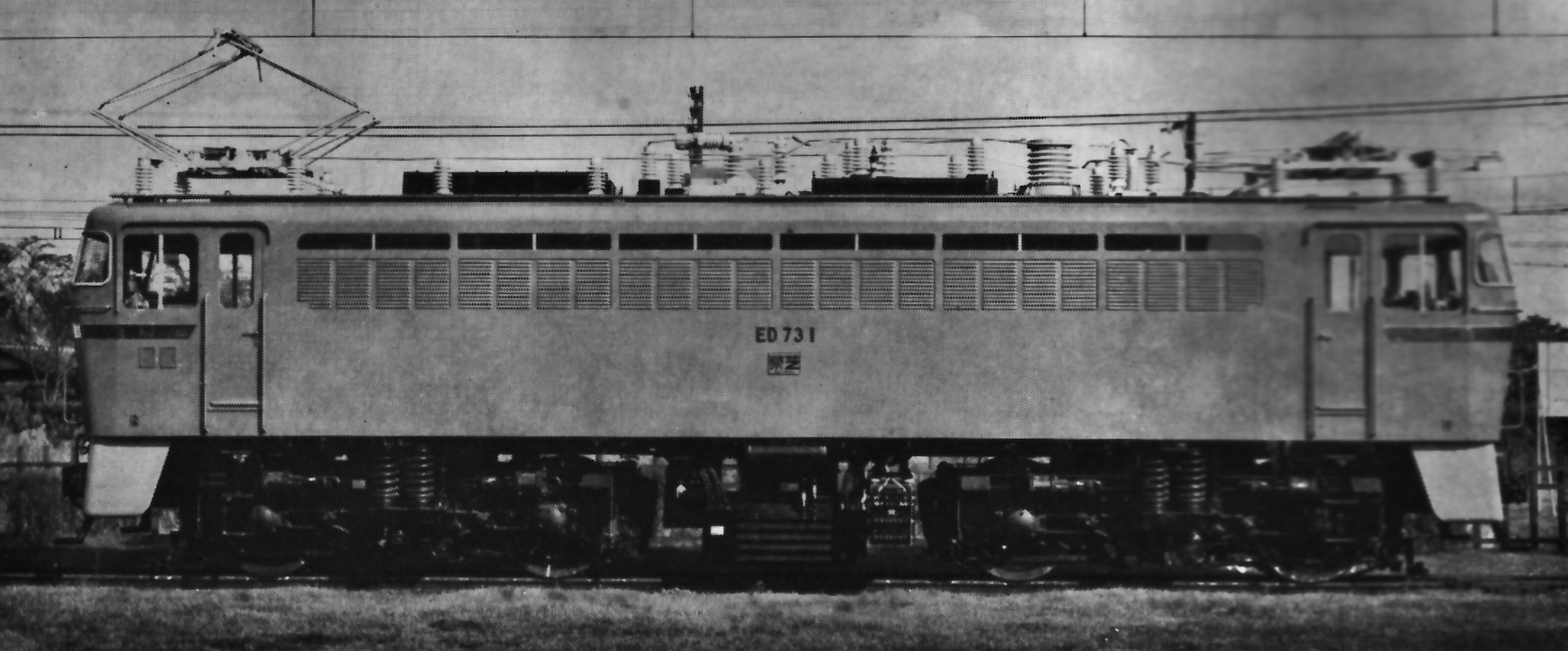
ED73 1の側面

ED72形では旅客列車牽引用のため蒸気発生装置 (SG) を搭載したが、本形式は貨物列車や20系客車寝台特急などの牽引用としたためSGを未搭載とした。
そのため制御方式をはじめ乾式変圧器・風冷式イグナイトロン水銀整流器・MT52形主電動機の搭載やED72形ならびに本形式のデザイン面での特徴でもある非貫通型前面で正面が「く」の字になった独特の形状も共通である。
相違点としては、SG未搭載としたためにED72形より全長が3m短くなり、TR100形中間台車の省略と前後動力台車がDT119B形に変更となった点が挙げられる。
車重もED72に比較すると20t軽い67.0tであるが中間台車を装備していないために、軸重はかなり重く16.75tとなるため軌道条件による入線制限がある。
なお、本形式は水銀整流器を搭載する最後の交流電気機関車でもある。

## 製造
1962年と1963年に11両ずつ計22両がED72形同様すべて東芝で製造された。
| 車両番号 | 製造年 | 製造所 | 新製配置   | 製造名目                                                    | 予算                |
| -------- | ------ | ------ | ---------- | ----------------------------------------------------------- | ------------------- |
| 1 - 11   | 1962   | 東芝   | 門司機関区 | 門司操車場（現・北九州貨物ターミナル） - 鳥栖間貨物列車電化 | 昭和36年度第3次債務 |
| 12 - 22  | 1963   | 東芝   | 門司機関区 | 門司操車場 - 鳥栖間貨物列車増発                             | 昭和37年度第1次債務 |

以降の増備についてはED75形300番台とされた。

## 改造
本形式で施工された主な改造工事は以下に示す3件がある。施工はすべて小倉工場（現・小倉総合車両センター）である。

### 151系電車牽引対応改造
1964年10月、東海道新幹線開業にともなって山陽本線系統に転用された特急「つばめ」・「はと」の博多乗り入れが実施された。同列車は直流専用の151系電車によるため自力走行できない下関以西では電気機関車を用いて牽引を行い、サービス用電源は機関車次位に連結したサヤ420形から供給することで対応した。
交流電化区間である門司 - 博多間は、本形式が牽引に充当されることになり15 - 22に対して以下の改造を施工した。
- 151系電車への補助回路用引き通しとサヤ420形の非常パンタグラフ下げ回路を装備。
- ナンバープレートを黄色枠で囲み非対応機と区別。

交直流両用の481系電車投入により、1965年10月1日にはこの変則的な運用は終了。改造車は原状復帰された。

### 1000番台化改造
1968年10月1日のダイヤ改正で20系客車により運転されていた寝台特急列車は、ASブレーキに中継弁 (Relay valve) ・電磁給排弁 (Electro-pneumatic valve) ・ブレーキ率速度制御機能を付与したAREB増圧装置付き電磁指令式自動空気ブレーキへの改造を施工し110km/hでの運転対応がされることになった。九州地区では本形式が牽引に充当されることになり、EF65-P形とほぼ同様のブレーキ装置を取り付ける改造を1 - 12に施工した。
改造内容
- 高速域で摩擦係数が低下する鋳鉄制輪子を用いている20系客車及び本形式の制動距離を短縮するため、40㎞/h以上でブレーキの圧力が割り増しになる応速度増圧ブレーキ装置を新設
- 運転台へ込め表示灯、単機増圧表示灯、編成増圧表示灯、試しボタンを新設
- つり合い空気ダメ切り替え弁[注 3]、電空帰還器[注 4]、ブレーキ弁の非常位置カム接点などの電磁ブレーキ制御装置と引通しとなるKE72形ジャンパ連結器、走行中の停電時にも指令を伝えられるようにアルカリ蓄電池を新設
- 20系客車との連絡電話用KE59形ジャンパ連結器を新設
- 元空気ダメ及び電動空気圧縮機の圧力を8.0～9.0㎏/cm2へ引き上げ、第二元空気ダメを供給元空気ダメへ用途変更
- 元空気ダメ管を新設し、供給元空気ダメに接続
- 主変圧器・高圧タップ切換器等の主要電気機器を高速牽引に適した特性へ変更
- 未改造車と識別のため前面ナンバープレートをクロムメッキから黄色塗装に変更[注 5]
- 車両番号を原番号+1000に変更

さらに13 - 22の10両も翌1969年に弾力的な運用に対応するため同様の改造を受け、22両すべてが1000番台となり基本番台は消滅した。
改造内容には10000系高速貨車のけん引時に使用されるKE72形ジャンパ線内の連絡電話回路がなく、20系客車のけん引を前提としている。なお、20系客車による旅客列車でも本形式性能上の最高速度は100km/hである。

### シリコン整流器交換工事
本形式に搭載されていた水銀整流器をシリコン整流器に交換する改造工事。詳細はこちらを参照。

## 運用
新製後は全機が門司機関区に配置され鹿児島本線で貨物列車や蒸気暖房が不要な寝台特急の牽引を中心に投入された。
軸重の問題から脆弱軌道路線への入線が制限されたために運用区間は鹿児島本線熊本駅以北に限られ、その後は電化の進展で1976年に長崎本線が加わったのみである。そのため1968年の1000番台改造後の20系客車寝台特急牽引仕業では、日豊本線系統を除いた北部九州地区の独占的な限定運用が組まれた。
しかし、1970年の鹿児島本線全線電化の際に軸重制限問題に対応したED76形1000番台が登場し、寝台列車そのものも牽引機を限定しない14系・24系による運行への移行が進んだ。1975年3月の改正でED72形のSGが使用が停止され共通運用となったが、20系で残っていた博多発着の「あさかぜ」には、本形式の限定運用が続いた。1976年7月の長崎本線・佐世保線電化で、長崎本線長崎までED72形と共通運用で、「さくら」「みずほ」「あかつき」などの寝台特急や、貨物列車をけん引して運用されている。1978年2月に博多発着の「あさかぜ」が24系に置き換えられ、ED72形との共通運用に移行し、本形式の限定運用は20系が継続使用されていた、臨時特急「あさかぜ51号」のみとなった。
さらには貨物列車の減少や本形式そのものの老朽化も目立つようになってきたため、1980年より北陸本線で余剰となったEF70形を転用して置き換えを開始。1982年までに全車が廃車となり、廃形式となった。
廃車後、1016が小倉工場で保管され、1996年10月12日・13日開催の小倉工場一般公開日等で展示されたりしていたが、荒廃により2006年頃に解体されたため、本形式で現存するものは存在しない。